# Nappily Ever After
Nappily Ever After es una película estadounidense de comedia romántica dirigida por Haifaa al-Mansour y escrita por Adam Brooks y Cee Marcellus. Está basada en la novela homónima de Trisha R. Thomas. Es protagonizada por Sanaa Lathan, Ernie Hudson, Lyriq Bent, Lynn Whitfield, Ricky Whittle y Camille Guaty.
Fue estrenada el 21 de septiembre de 2018, por Netflix.

## Reparto
- Sanaa Lathan como Violet Jones.[1][2]
- Ernie Hudson como Richard Jones.[2]
- Lyriq Bent como Will Wright.[3]
- Lynn Whitfield como Paulette Jones.[4]
- Ricky Whittle como Clint Conrad.[5]
- Camille Guaty como Wendy.[6]
- Brittany S. Hall como Natasha.[7]
- Daria Johns como Zoe Wright.
- Dog como Lola

## Producción
El proyecto de comedia romántica Nappily Ever After estuvo anteriormente en desarrollo por Universal Pictures en 2003, cuando el estudio contrató a Patricia Cardoso para dirigir la adaptación de la novela de Trisha R. Thomas' novel, el guion fue escrito por Tina Gordon Chism y posteriormente reescrito por Lisa Loomer. Halle Berry fue considerada como la protagonista y la cinta sería producida por Berry y Marc Platt junto a Vincent Cirrincione y Angela DeJoseph.
El 15 de agosto de 2017, se anunció que el filme estaba siendo desarrollado por Netflix y Sanaa Lathan sería la protagonista, Haifaa al-Mansour la dirigiría desde un guion de Adam Brooks y Cee Marcellus. Sería producida por Platt, Tracey Bing, Jared Leboff y Lathan. Ernie Hudson también se unió a la película para interpretar al padre de Violet Jones, Richard. En agosto de 2017, Lynn Whitfield se incorporó al reparto para interpretar a la madre de Violet, Paulette. En septiembre de 2017, se anunció más miembros del reparto, incluyendo a Ricky Whittle como Clint, Lyriq Bent como Will Wright y Camille Guaty como Wendy. El 11 de septiembre de 2017, Brittany S. Hall fue contratada para interpretar a una de las mejores amigas de Violet.
La fotografía principal comenzó el 28 de agosto de 2017 en Atlanta. Lathan afeitó su cabeza para su papel en la cinta.

## Estreno
La película fue estrenada el 21 de septiembre de 2018.